# Filosofia das ciências sociais
A filosofia das ciências sociais é o estudo da lógica, dos métodos e fundamentos   das ciências sociais.
Os filósofos das ciências sociais estão preocupados com as diferenças e semelhanças entre as ciências sociais e naturais, as relações causais entre os fenômenos sociais, a possível existência de leis sociais e o significado ontológico da estrutura e da agência. O principal autor desse setor do conhecimento na lusofonia é Miguel Urbano Rodrigues além do Caio Prado Júnior e no mundo o seu expoente maior no século XXI é o Domenico Losurdo. No século XXI esse conhecimento está ameaçado pelo reformismo e reacionarismo na gestão universitária e no distanciamento entre o mundo do trabalho e a academia apesar dos avanços na introdução dessas duas matérias no Ensino médio que também estão ameaçados. A atual legislação brasileira já defende a flexibilização do currículo de sociologia e filosofia que já podem ser opcionais para as secretarias de educação do ensino médio, o que foi aprofundado com a Base Nacional Comum Curricular que dava autonomia para cada Estado brasileiro decidir como distribuir estas duas matérias na grade curricular.  O Escola sem Partido combate esses dois campos do saber e argumenta que essas duas matérias são ministradas para forma militância política engajada e não preparar o aluno para o mercado de trabalho. Apesar disso, os colégios particulares poderão obrigar os alunos por contrato a terem no currículo essas duas matérias e os professores destas matérias serão realocados para as disciplinas de história e geografia, muito embora o governo que aprovou essa lei não escutou os acadêmicos da área. Essas duas matérias foram questionadas pelos anarquistas da Comuna de Paris, pelos marxistas que queriam dissolver as diferenças entre as ciências humanas além de problematizar a sociologia da religião. e o pós-modernismo de Maio de 1968 e alguns professores dessas áreas chegam até a serem acusados de totalitários pelos alunos. O auge da crítica no Brasil a estas duas áreas é durante a gestão do ministro da educação Abraham Weintraub onde se atacou o uso da filosofia como se fosse um lazer ao invés de tempo ganho nos esforços de estudos dos alunos. O Estado de Israel é considerado modelo para o Brasil e o mundo na administração desses dois campos de saber. Para Friedrich Engels por exemplo, a Revolução Francesa e a Revolução Industrial não foram menos importantes para a história da humanidade do que a filosofia alemã. O Domenico Losurdo afirma que a sociologia contribuiu para da sustentação ao racismo em substituição a teologia. A linguagem da filosofia muda dependendo da classe social segundo Mikhail Bakhtin. Os especialistas destas áreas no Brasil tendem a ter uma rejeição às forças de segurança. O Marxismo apoiou uma filosofia positivista da sociedade desde a invenção da sociologia.

## Auguste Comte e o positivismo
Comte descreveu pela primeira vez a perspectiva epistemológica do positivismo em The Course in Positive Philosophy, uma série de textos publicados entre 1830 e 1842. Esses textos foram seguidos pela obra de 1848, A General View of Positivism publicada em inglês em 1865. Os três primeiros volumes do Curso trataram principalmente das ciências físicas já existentes (matemática, astronomia, física, química, biologia), enquanto os dois últimos enfatizaram o inevitável advento das ciências sociais . Observando a dependência circular da teoria e da observação na ciência, e classificando as ciências dessa maneira, Comte pode ser considerado o primeiro filósofo da ciência no sentido moderno do termo.
A disciplina acadêmica moderna da sociologia começou com o trabalho de Émile Durkheim em 1858–1917. Enquanto Durkheim rejeitou muitos dos detalhes da filosofia de Comte, ele reteve e refinou seu método, sustentando que as ciências sociais são uma continuação lógica das naturais no reino da atividade humana, e insistindo que elas podem reter a mesma objetividade, racionalismo, e abordagem da causalidade. Durkheim criou o primeiro departamento europeu de sociologia na Universidade de Bordeaux em 1895. No mesmo ano, ele argumentou, em The Rules of Sociological Method em 1895:  "[o] nosso principal objetivo é estender o racionalismo científico à conduta humana. . . O que tem sido chamado de nosso positivismo é apenas uma conseqüência desse racionalismo. " A monografia seminal de Durkheim, Suicídio feita em 1897 resultou em um estudo de caso das taxas de suicídio entre as populações católica e protestante, distinguiu a análise sociológica da psicologia ou da filosofia.
A perspectiva positivista, entretanto, foi associada ao " cientificismo "; a visão de que os métodos das ciências naturais podem ser aplicados a todas as áreas de investigação, seja ela filosófica, científica social ou outras. Entre a maioria dos cientistas sociais e historiadores, o positivismo ortodoxo há muito caiu em desuso. Hoje, os praticantes das ciências sociais e físicas reconhecem o efeito de distorção do viés do observador e das limitações estruturais. Esse ceticismo foi facilitado por um enfraquecimento geral dos relatos dedutivistas da ciência por filósofos como Thomas Kuhn, e por novos movimentos filosóficos, como o realismo crítico e o neopragmatismo . O positivismo também foi adotado por " tecnocratas " que acreditam na inevitabilidade do progresso social por meio da ciência e da tecnologia. O filósofo sociólogo Jürgen Habermas criticou a racionalidade instrumental pura como significando que o pensamento científico se torna algo semelhante à própria ideologia.

## Epistemologia
Em qualquer disciplina, sempre haverá uma série de predisposições filosóficas subjacentes nos projetos dos cientistas. Algumas dessas predisposições envolvem a natureza do próprio conhecimento social, a natureza da realidade social e o locus do controle humano em ação. Os intelectuais têm discordado sobre até que ponto as ciências sociais devem imitar os métodos usados nas ciências naturais. Os positivistas fundadores das ciências sociais argumentaram que os fenômenos sociais podem e devem ser estudados por meio de métodos científicos convencionais. Esta posição está intimamente ligada ao cientificismo, naturalismo e fisicalismo ; a doutrina de que todos os fenômenos são, em última análise, redutíveis a entidades físicas e leis físicas. Os oponentes do naturalismo, incluindo os defensores do método verstehen, argumentaram que há uma necessidade de uma abordagem interpretativa para o estudo da ação humana, uma técnica radicalmente diferente da ciência natural.
Os primeiros hermenêuticos alemães, como Wilhelm Dilthey, foram os pioneiros na distinção entre ciências naturais e sociais ('Geisteswissenschaft'). Essa tradição influenciou grandemente o antipositivismo de Max Weber e Georg Simmel e continuou com a teoria crítica . Desde a década de 1960, um enfraquecimento geral dos relatos dedutivistas da ciência cresceu lado a lado com as críticas ao " cientificismo " ou "ciência como ideologia" . Jürgen Habermas argumenta, em seu On the Logic of the Social Sciences (1967), que "a tese positivista da ciência unificada, que assimila todas as ciências a um modelo científico-natural, falha por causa da relação íntima entre as ciências sociais e a história, e o fato de que eles são baseados em uma compreensão específica da situação do significado que pode ser explicada apenas hermenêuticamente ... o acesso a uma realidade simbolicamente pré-estruturada não pode ser obtido apenas pela observação. "  A teoria social Verstehende tem sido objeto de trabalhos fenomenológicos, como Alfred Schütz Phenomenology of the Social World (1932) e Hans-Georg Gadamer em Truth and Method (1960).
A virada linguística de meados do século 20 levou a uma ascensão na sociologia altamente filosófica, bem como nas chamadas perspectivas "pós -modernas" sobre a aquisição social de conhecimento. Uma crítica notável das ciências sociais é encontrada no texto wittgensteiniano de Peter Winch , The Idea of Social Science and its Relation to Philosophy de 1958. Michel Foucault fornece uma crítica potente em sua arqueologia das ciências humanas, embora Habermas e Richard Rorty tenham argumentado que Foucault meramente substitui um desses sistemas de pensamento por outro.
Um problema subjacente para o psicólogo social é se os estudos podem ou devem ser entendidos em termos do significado e da consciência por trás da ação social, como acontece com a psicologia popular, ou se fatos mais objetivos, naturais, materialistas e comportamentais devem receber um estudo exclusivo . Esse problema é especialmente importante para aqueles dentro das ciências sociais que estudam fenômenos mentais qualitativos, como consciência, significados associativos e representações mentais, porque uma rejeição do estudo de significados levaria à reclassificação de tal pesquisa como não científica. Tradições influentes como a teoria psicodinâmica e o interacionismo simbólico podem ser as primeiras vítimas dessa mudança de paradigma. As questões filosóficas que espreitam por trás dessas diferentes posições levaram a compromissos com certos tipos de metodologia que às vezes beiram o partidário. Ainda assim, muitos pesquisadores indicaram falta de paciência para os proponentes excessivamente dogmáticos de um método ou de outro.

### Conferências
- Filosofia da Mesa Redonda das Ciências Sociais
- REDE EUROPEIA PARA A FILOSOFIA DAS CIÊNCIAS SOCIAIS

### Livros
- Enciclopédia de Filosofia e Ciências Sociais, Byron Kaldis, SAGE, 2013
- Filosofia das Ciências Sociais por Alexander Rosenberg
- The Philosophy of Social Science: An Introduction by Martin Hollis
- Filosofia Contemporânea das Ciências Sociais: Uma Abordagem Multicultural por Brian Fay
- Filosofia das ciências sociais: os métodos, ideais e políticas da investigação social por Michael Root